# Justin Timmermans
Justin Timmermans (Hardenberg, 25 september 1996) is een Nederlands wielrenner.
Timmermans reed voor de continentale ploegen Baby-Dump Cyclingteam en Delta Cycling Rotterdam voor hij in 2019 prof werd bij Roompot-Charles dat uitkomt in de UCI Europe Tour. Hij nam in 2019 onder meer deel aan Parijs-Roubaix en het Nederlands kampioenschap wielrennen op de weg. In 2020 rijdt hij voor VolkerWessels-Merckx.

## Resultaten in voornaamste wedstrijden
|      | \| Jaar \| Parijs-Roubaix \| E3 Harelbeke \| Parijs-Tours \| \| ---- \| -------------- \| ------------ \| ------------ \| \| 2019 \| opgave \| opgave \| opgave \| |              |              |
| Jaar | Parijs-Roubaix | E3 Harelbeke | Parijs-Tours |
| 2019 | opgave | opgave       | opgave       |